# 马哈法里德·阿米尔·寇斯拉维
马哈法里德·阿米尔·寇斯拉维（1969-2014），伊朗富豪，身价过亿，曾经是伊朗首富。他于2011年暴露的侵吞公款丑闻，涉案金额26億美元，而于2014年5月被执行绞刑。他曾用行贿及伪造文件的方式向伊朗一些国有银行贷款，并购了不少公司。